# Fricke Valér
Sövényházi Fricke Valér (Győrsövényház, Győr vármegye 1900. szeptember 16. – 1982. január 10.) magyar földbirtokos, mezőgazdász, országgyűlési képviselő.

## Élete
1900-ban született Győrsövényházon, római katolikus vallásban. A középiskola elvégzését követően előbb a budapesti Műegyetem Gépészmérnöki Karán tanult tovább, s ott abszolvált 1924-ben; ezután még a magyaróvári Gazdasági Akadémián is oklevelet szerzett, 1927-ben. Katonai szolgálatát a 3. honvéd huszárezrednél töltötte, leszerelésekor tartalékos hadnagy volt. Fiatalabb éveiben, mezőgazdasági, közgazdasági és szociális tárgyú tanulmányok folytatása céljából Európa sok országában is járt tanulmányúton, Olaszországtól Norvégiáig.
1928-ban önálló gazdálkodásba kezdett, és már akkor szerepet vállalt több országos szakmai testületben, egyesületben. Bekapcsolódott szülőhelye, Győr vármegye és Sopron vármegye közéletébe is – előbbi törvényhatósági bizottságának virilis jogon lett tagja, utóbbi törvényhatósági bizottságába választás útján került be, 1934-ben, és mindkét megyében kisebb grémiumokban is vállalt különféle szerepeket.
A politikai életbe 1935-ben kapcsolódott be, amikor az akkori időközi országgyűlési választáson képviselővé választották az öttevényi választókerületben, a Nemzeti Egység Pártja (NEP) jelöltjeként. Mandátumát 1939-ben meg is erősítette ugyanazon kerületben, az addigra már átalakult és névváltáson is átesett korábbi jelölő szervezete, a Magyar Élet Pártja (MEP) színeiben. A képviselőházban főleg mezőgazdasági, közgazdasági és szociális kérdésekben szólalt fel.

## Magánélete
Felesége Hunkár Béla és Melczer Lilla országgyűlési képviselő lánya, Hunkár Olga (1909. szeptember 4. – Lakewood, 1995. május 29.) volt; családjával később Ohióba emigrált.